# Villeseneux
Villeseneux é uma comuna francesa na região administrativa do Grande Leste, no departamento de Marne. Estende-se por uma área de 25.86 km², e possui 210 habitantes, segundo o censo de 2018, com uma densidade de 8.1 hab/km².